# Иван Крижин
Иван Степанович Крижин (на руски: Иван Степанович Крыжин; неизв. – 10 декември 1884) е руски изследовател, топограф.

## Изследователска дейност (1855 – 1861)
От 1855 до 1858 г. участва в експедицията на руския астроном и пътешественик Лудвиг Шварц в Източен Сибир. През 1857 г. картира река Киренга (746 км, десен приток на Лена). Изкачва се по нейния десен приток река Черепаниха и в изворната област открива хребета Акиткан (1732 м). През 1858 г. изследва цялото течение на река Иркут (488 км, ляв приток на Ангара) и посещава езерото Хубсугул (2620 км2). Връща се на север и прониква в горното течение на река Ока (630 км, ляв приток на Ангара), завива на запад и достига до горното течение на река Голям Енисей (Бий Хем). Спуска се по реката на запад, а след това продължава на север през Тоджинската котловина и се изкачва в централната част на Източните Саяни (хребета Ергак-Таргак-Тайга, 2783 м). Спуска се към горното течение на река Бирюса (Она, 1012 км, от басейна на Ангара), продължава на северозапад покрай североизточните склонове на Източните Саяни, достига до река Мана (475 км) и по нея и по Енисей се добира до Красноярск.
През 1860 – 1861 г. участва във военно-топографската експедиция на Капитон Иванович Костенков, като самостоятелно картира възвишението Ергени (дължина 350 км, 221 м). Изследванията и измерванията по време на тази експедиция излизат от печат в Санкт Петербург под заглавието „Очерки восточного и западного Маныча“ през 1861 г.

## Памет
Неговото име носи хребет Крижин (54° с.ш., 94° 10` – 96° и.д., 2591 м) в Източните Саяни.